# Mullagh
Mullagh (iriska: An Mullach) är en ort i republiken Irland.   Den ligger i grevskapet An Cabhán och provinsen Ulster, i den nordöstra delen av landet, 70 km nordväst om huvudstaden Dublin. Mullagh ligger 106 meter över havet och antalet invånare är 1 137.
Terrängen runt Mullagh är platt. Runt Mullagh är det ganska glesbefolkat, med 26 invånare per kvadratkilometer. Närmaste större samhälle är Kells, 10,7 km söder om Mullagh. Trakten runt Mullagh består i huvudsak av gräsmarker.